# Chicomuceltec
Chicomuceltec (Chicomucelteco, Chicomucelteca, Chikomuselteko), indijanski narod porodice maya, uže huastečke skupine, naseljeni danas, njih oko 1 500, u gradovima Mazapa de Madero, Amatenango de la Frontera i Chicomusel, u meksičkoj državi Chiapas blizu gvatemalske granice, i svega oko 100 u Gvatemali (1982 GR).
Jezik kojim su govorili naziva se chicomucelteco ili kabil. 